# Canzone appassionata/Mierolo affurtunato
Canzoni napoletane classiche: Canzone appassionata/Mierolo affurtunato, pubblicato nel 1963, è un singolo del cantante italiano Mario Trevi

## Storia
Il disco contiene due brani classici interpretati da Mario Trevi.
È il primo di una serie di singoli che andranno a formare l'album Canzoni classiche napoletane, del 1965, una breve antologia sulla canzone classica napoletana.

## Tracce
Lato A
- Canzone appassionata (E. A. Mario)

Lato B
- Mierolo affurtunato (Salvatore Di Giacomo – E. A. Mario)

## Incisioni
Il singolo fu inciso su 45 giri, con marchio Durium- serie Royal (QCA 1293).
Direzione arrangiamenti: M° Eduardo Alfieri.